# Llista de topònims de Poboleda
Llista de topònims (noms propis de lloc) del municipi de Poboleda, al Priorat
Informació actualitzada per un bot. Els canvis manuals es perdran quan s'actualitzi!

## cabana
| imatge | Nom                | Ubicat a | instància de | Detalls | coordenades                                                          | Protecció | Commons (més fotos) | Dades a WD                    |
| ------ | ------------------ | -------- | ------------ | ------- | -------------------------------------------------------------------- | --------- | ------------------- | ----------------------------- |
|        | Perxe del Simó     | Poboleda | cabana       |         | 41° 13′ 44″ N, 0° 50′ 10″ E / 41.2289243253328°N,0.836134881662122°E |           |                     | Modifica les dades a Wikidata |
|        | pleta del Rocamora | Poboleda | cabana       |         | 41° 14′ 07″ N, 0° 51′ 47″ E / 41.2351482188824°N,0.86313401514592°E  |           |                     | Modifica les dades a Wikidata |

## casa
| imatge | Nom                 | Ubicat a | instància de | Detalls                     | coordenades                                        | Protecció                                  | Commons (més fotos) | Dades a WD                    |
| ------ | ------------------- | -------- | ------------ | --------------------------- | -------------------------------------------------- | ------------------------------------------ | ------------------- | ----------------------------- |
|        | Ca Joan Just        | Poboleda | casa         | Estil: arquitectura popular | 41° 14′ 03″ N, 0° 50′ 46″ E / 41.23426°N,0.84608°E | bé integrant del patrimoni cultural català |                     | Modifica les dades a Wikidata |
|        | Ca les Borrasses    | Poboleda | casa         | Estil: arquitectura popular | 41° 14′ 03″ N, 0° 50′ 42″ E / 41.2342°N,0.84509°E  | bé integrant del patrimoni cultural català |                     | Modifica les dades a Wikidata |
|        | Cal Brinet          | Poboleda | casa         | Estil: arquitectura popular | 41° 14′ 03″ N, 0° 50′ 43″ E / 41.23405°N,0.84519°E | bé integrant del patrimoni cultural català |                     | Modifica les dades a Wikidata |
|        | Cal Carles          | Poboleda | casa         | Estil: arquitectura popular | 41° 14′ 02″ N, 0° 50′ 42″ E / 41.23391°N,0.84507°E | bé cultural d'interès local                |                     | Modifica les dades a Wikidata |
|        | Cal Rus             | Poboleda | casa         | Estil: arquitectura popular | 41° 14′ 03″ N, 0° 50′ 43″ E / 41.23415°N,0.8452°E  | bé integrant del patrimoni cultural català |                     | Modifica les dades a Wikidata |
|        | Casa dels Cartoixos | Poboleda | casa         | Estil: arquitectura popular | 41° 13′ 54″ N, 0° 50′ 25″ E / 41.2317°N,0.84032°E  | bé integrant del patrimoni cultural català |                     | Modifica les dades a Wikidata |
|        | Cases dels Frares   | Poboleda | casa         | Estil: arquitectura popular | 41° 13′ 58″ N, 0° 50′ 41″ E / 41.2327°N,0.84475°E  | bé integrant del patrimoni cultural català |                     | Modifica les dades a Wikidata |
|        | l'Estanc            | Poboleda | casa         | Estil: arquitectura popular | 41° 14′ 02″ N, 0° 50′ 45″ E / 41.23375°N,0.8457°E  | bé integrant del patrimoni cultural català |                     | Modifica les dades a Wikidata |

## masia
| imatge | Nom                   | Ubicat a | instància de | Detalls | coordenades                                                          | Protecció | Commons (més fotos) | Dades a WD                    |
| ------ | --------------------- | -------- | ------------ | ------- | -------------------------------------------------------------------- | --------- | ------------------- | ----------------------------- |
|        | Castellets            | Poboleda | masia        |         | 41° 13′ 57″ N, 0° 49′ 16″ E / 41.2325430035192°N,0.821220708898577°E |           |                     | Modifica les dades a Wikidata |
|        | Mas d'en Barniol      | Poboleda | masia        |         | 41° 12′ 41″ N, 0° 51′ 40″ E / 41.2112867113464°N,0.861096101910054°E |           |                     | Modifica les dades a Wikidata |
|        | Mas d'en Doix         | Poboleda | masia        |         | 41° 13′ 38″ N, 0° 49′ 06″ E / 41.227248661752°N,0.818461694143877°E  |           |                     | Modifica les dades a Wikidata |
|        | Mas d'en Vinyes       | Poboleda | masia        |         | 41° 14′ 32″ N, 0° 50′ 29″ E / 41.242272146503°N,0.84127304006584°E   |           |                     | Modifica les dades a Wikidata |
|        | Mas de l'Extrema      | Poboleda | masia        |         | 41° 13′ 14″ N, 0° 51′ 26″ E / 41.2206705430198°N,0.857139937308159°E |           |                     | Modifica les dades a Wikidata |
|        | Mas de l'Osor         | Poboleda | masia        |         | 41° 14′ 48″ N, 0° 51′ 30″ E / 41.2466415556037°N,0.858308099804536°E |           |                     | Modifica les dades a Wikidata |
|        | Mas de la Santa       | Poboleda | masia        |         | 41° 14′ 41″ N, 0° 49′ 24″ E / 41.244635600114°N,0.82329515484726°E   |           |                     | Modifica les dades a Wikidata |
|        | Mas de les Pereres    | Poboleda | masia        |         | 41° 13′ 57″ N, 0° 50′ 06″ E / 41.2325684021676°N,0.834976644295254°E |           |                     | Modifica les dades a Wikidata |
|        | Mas del Baster        | Poboleda | masia        |         | 41° 14′ 47″ N, 0° 51′ 22″ E / 41.2463769920324°N,0.856192519474821°E |           |                     | Modifica les dades a Wikidata |
|        | Mas del Pantaleon     | Poboleda | masia        |         | 41° 14′ 35″ N, 0° 49′ 31″ E / 41.2431643300512°N,0.825139889029819°E |           |                     | Modifica les dades a Wikidata |
|        | Mas del Pedret        | Poboleda | masia        |         | 41° 14′ 15″ N, 0° 51′ 31″ E / 41.2374685278992°N,0.858583830690676°E |           |                     | Modifica les dades a Wikidata |
|        | Mas del Sinén         | Poboleda | masia        |         | 41° 13′ 34″ N, 0° 51′ 03″ E / 41.2260044558013°N,0.850952947958446°E |           |                     | Modifica les dades a Wikidata |
|        | Maset de Miró         | Poboleda | masia        |         | 41° 14′ 23″ N, 0° 50′ 38″ E / 41.2397621211109°N,0.843939196918842°E |           |                     | Modifica les dades a Wikidata |
|        | Maset de l'Alari      | Poboleda | masia        |         | 41° 14′ 35″ N, 0° 50′ 59″ E / 41.2431060981701°N,0.849843587752823°E |           |                     | Modifica les dades a Wikidata |
|        | Maset del Boixó       | Poboleda | masia        |         | 41° 13′ 54″ N, 0° 51′ 32″ E / 41.2316822946144°N,0.858868191647986°E |           |                     | Modifica les dades a Wikidata |
|        | Maset del Capblanc    | Poboleda | masia        |         | 41° 14′ 15″ N, 0° 50′ 34″ E / 41.2374891846398°N,0.842808772906665°E |           |                     | Modifica les dades a Wikidata |
|        | Maset del Freixes     | Poboleda | masia        |         | 41° 13′ 37″ N, 0° 50′ 05″ E / 41.226835440334°N,0.83462299098889°E   |           |                     | Modifica les dades a Wikidata |
|        | Maset del Josarrat    | Poboleda | masia        |         | 41° 13′ 44″ N, 0° 50′ 09″ E / 41.2290004064803°N,0.835869897749404°E |           |                     | Modifica les dades a Wikidata |
|        | Maset del Nunci       | Poboleda | masia        |         | 41° 13′ 51″ N, 0° 50′ 03″ E / 41.2307861749797°N,0.834080991235309°E |           |                     | Modifica les dades a Wikidata |
|        | Maset del Parenostres | Poboleda | masia        |         | 41° 14′ 39″ N, 0° 50′ 49″ E / 41.2440431993469°N,0.846972706604368°E |           |                     | Modifica les dades a Wikidata |
|        | Maset del Pastelero   | Poboleda | masia        |         | 41° 14′ 47″ N, 0° 51′ 16″ E / 41.2464975694376°N,0.854446233409974°E |           |                     | Modifica les dades a Wikidata |
|        | Maset del Rufino      | Poboleda | masia        |         | 41° 14′ 42″ N, 0° 51′ 13″ E / 41.2451146611209°N,0.853703872173185°E |           |                     | Modifica les dades a Wikidata |
|        | Maset del Simó        | Poboleda | masia        |         | 41° 13′ 42″ N, 0° 50′ 12″ E / 41.2282473879514°N,0.836538987112434°E |           |                     | Modifica les dades a Wikidata |
|        | Maset del Xies        | Poboleda | masia        |         | 41° 14′ 35″ N, 0° 51′ 12″ E / 41.2431017611091°N,0.853471433342377°E |           |                     | Modifica les dades a Wikidata |
|        | l'Hort del Fuster     | Poboleda | masia        |         | 41° 14′ 09″ N, 0° 51′ 09″ E / 41.2357614966301°N,0.852530434770111°E |           |                     | Modifica les dades a Wikidata |
|        | la Caixa              | Poboleda | masia        |         | 41° 12′ 50″ N, 0° 51′ 45″ E / 41.213845807956°N,0.86248551671579°E   |           |                     | Modifica les dades a Wikidata |
|        | lo Maset              | Poboleda | masia        |         | 41° 14′ 04″ N, 0° 50′ 08″ E / 41.2344885917982°N,0.835545637264649°E |           |                     | Modifica les dades a Wikidata |
|        | lo Molí               | Poboleda | masia        |         | 41° 11′ 40″ N, 0° 50′ 30″ E / 41.1945782326672°N,0.841774255871137°E |           |                     | Modifica les dades a Wikidata |

## muntanya
| imatge | Nom             | Ubicat a                       | instància de | Detalls | coordenades                                                         | Protecció | Commons (més fotos) | Dades a WD                    |
| ------ | --------------- | ------------------------------ | ------------ | ------- | ------------------------------------------------------------------- | --------- | ------------------- | ----------------------------- |
|        | Roca de l'Eloi  | Torroja del Priorat Poboleda   | muntanya     |         | 41° 13′ 26″ N, 0° 49′ 43″ E / 41.224°N,0.828619°E 547.3 msnm        |           |                     | Modifica les dades a Wikidata |
|        | Tossal d'en Bou | la Morera de Montsant Poboleda | muntanya     |         | 41° 14′ 31″ N, 0° 52′ 02″ E / 41.24185278°N,0.86729333°E 514.2 msnm |           |                     | Modifica les dades a Wikidata |

## pont
| imatge | Nom                      | Ubicat a | instància de | Detalls                     | coordenades                                                          | Protecció                   | Commons (més fotos) | Dades a WD                    |
| ------ | ------------------------ | -------- | ------------ | --------------------------- | -------------------------------------------------------------------- | --------------------------- | ------------------- | ----------------------------- |
|        | Palanca de Coma de Cases | Poboleda | pont         |                             | 41° 13′ 56″ N, 0° 50′ 46″ E / 41.2323423840246°N,0.845972798080426°E |                             |                     | Modifica les dades a Wikidata |
|        | Palanca del Molí         | Poboleda | pont         |                             | 41° 13′ 55″ N, 0° 50′ 22″ E / 41.2319230846592°N,0.8394602071238°E   |                             |                     | Modifica les dades a Wikidata |
|        | Pont de la Soia          | Poboleda | pont         | Estil: arquitectura popular | 41° 14′ 06″ N, 0° 51′ 08″ E / 41.23503°N,0.8523°E                    | bé cultural d'interès local |                     | Modifica les dades a Wikidata |

## serra
| imatge | Nom                   | Ubicat a         | instància de | Detalls | coordenades                                                         | Protecció | Commons (més fotos) | Dades a WD                    |
| ------ | --------------------- | ---------------- | ------------ | ------- | ------------------------------------------------------------------- | --------- | ------------------- | ----------------------------- |
|        | Les Tosses            | Poboleda Porrera | serra        |         | 41° 12′ 56″ N, 0° 50′ 26″ E / 41.21552778°N,0.84041667°E 670.6 msnm |           |                     | Modifica les dades a Wikidata |
|        | Serra de l'Alari      | Porrera Poboleda | serra        |         | 41° 12′ 44″ N, 0° 51′ 24″ E / 41.21212778°N,0.85675°E 746 msnm      |           |                     | Modifica les dades a Wikidata |
|        | Serra de les Cotxines | Poboleda         | serra        |         | 41° 12′ 53″ N, 0° 51′ 34″ E / 41.2148°N,0.859553°E 727.7 msnm       |           |                     | Modifica les dades a Wikidata |
|        | Serra del Julivert    | Poboleda         | serra        |         | 41° 13′ 12″ N, 0° 51′ 40″ E / 41.21987222°N,0.86100833°E 689 msnm   |           |                     | Modifica les dades a Wikidata |
|        | la Carrerada          | Poboleda         | serra        |         | 41° 13′ 07″ N, 0° 51′ 18″ E / 41.21849139°N,0.85501667°E 746 msnm   |           |                     | Modifica les dades a Wikidata |

## Misc
| imatge | Nom                                 | Ubicat a                        | instància de                                   | Detalls                     | coordenades | Protecció                                            | Commons (més fotos)   | Dades a WD                    |
| ------ | ----------------------------------- | ------------------------------- | ---------------------------------------------- | --------------------------- | --- | ---------------------------------------------------- | --------------------- | ----------------------------- |
|        | Carrer Major                        | Poboleda                        | carrer                                         | Estil: arquitectura popular | 41° 14′ 02″ N, 0° 50′ 43″ E / 41.23401°N,0.84515°E                                                                          | bé cultural d'interès local                          |                       | Modifica les dades a Wikidata |
|        | Cementiri Nou                       | Poboleda                        | cementiri                                      | Estil: arquitectura popular | 41° 13′ 59″ N, 0° 50′ 22″ E / 41.23316°N,0.83957°E                                                                          | bé cultural d'interès local                          |                       | Modifica les dades a Wikidata |
|        | Centre històric de Poboleda         | Poboleda                        | centre històric                                | Estil: arquitectura popular | 41° 14′ 02″ N, 0° 50′ 44″ E / 41.23401°N,0.84569°E                                                                          | bé cultural d'interès local                          |                       | Modifica les dades a Wikidata |
|        | Forn rajoler Castellets             | Poboleda                        | teuleria                                       | Estil: arquitectura popular | | bé integrant del patrimoni cultural català           |                       | Modifica les dades a Wikidata |
|        | Molí de la Soia                     | Poboleda                        | molí d'aigua                                   | Estil: arquitectura popular | 41° 14′ 05″ N, 0° 51′ 03″ E / 41.2348016203386°N,0.850807900628921°E                                                        | bé integrant del patrimoni cultural català           |                       | Modifica les dades a Wikidata |
|        | Muralla de Poboleda                 | Poboleda                        | muralla urbana                                 | Estil: arquitectura popular | 41° 14′ 04″ N, 0° 50′ 47″ E / 41.234406°N,0.846376°E                                                                        | bé d'interès cultural bé cultural d'interès nacional |                       | Modifica les dades a Wikidata |
|        | Poboleda                            | Poboleda                        | entitat singular de població capital municipal | 333 hab                     | 41° 14′ 05″ N, 0° 50′ 43″ E / 41.23483°N,0.84534°E 353 msnm                                                                 |                                                      |                       | Modifica les dades a Wikidata |
|        | Pou de glaç dels Frares d'Escaladei | Poboleda                        | pou de neu                                     | Estil: arquitectura popular | | bé integrant del patrimoni cultural català           |                       | Modifica les dades a Wikidata |
|        | Sant Pere de Poboleda               | Poboleda                        | església                                       | Estil: arquitectura barroca | 41° 13′ 59″ N, 0° 50′ 42″ E / 41.23316°N,0.84503°E                                                                          | bé cultural d'interès local                          | Sant Pere de Poboleda | Modifica les dades a Wikidata |
|        | casa consistorial de Poboleda       | Poboleda                        | casa consistorial                              |                             | 41° 13′ 57″ N, 0° 50′ 43″ E / 41.2326312°N,0.8452027°E                                                                      |                                                      |                       | Modifica les dades a Wikidata |
|        | la Pedra del Terme                  | Poboleda                        | fita                                           |                             | 41° 12′ 41″ N, 0° 50′ 39″ E / 41.2113782413063°N,0.844275400483082°E                                                        |                                                      |                       | Modifica les dades a Wikidata |
|        | riu de Siurana                      | Baix Camp Priorat Ribera d'Ebre | curs d'aigua                                   | Desemboca: Ebre Llarg: 50km | 41° 16′ 37″ N, 0° 59′ 58″ E / 41.276988°N,0.999557°E 41° 07′ 54″ N, 0° 38′ 41″ E / 41.13170194444445°N,0.6447438888888889°E |                                                      | Riu de Siurana        | Modifica les dades a Wikidata |